# Koelreuteria paniculata
Koelreuteria paniculata Laxm., detto anche albero delle lanterne cinesi per la forma dei frutti, è una pianta della famiglia delle Sapindacee, originaria di Cina e Corea.
È un albero caducifoglio che non raggiunge grandi altezze (solitamente non più di 12 m).

## Descrizione

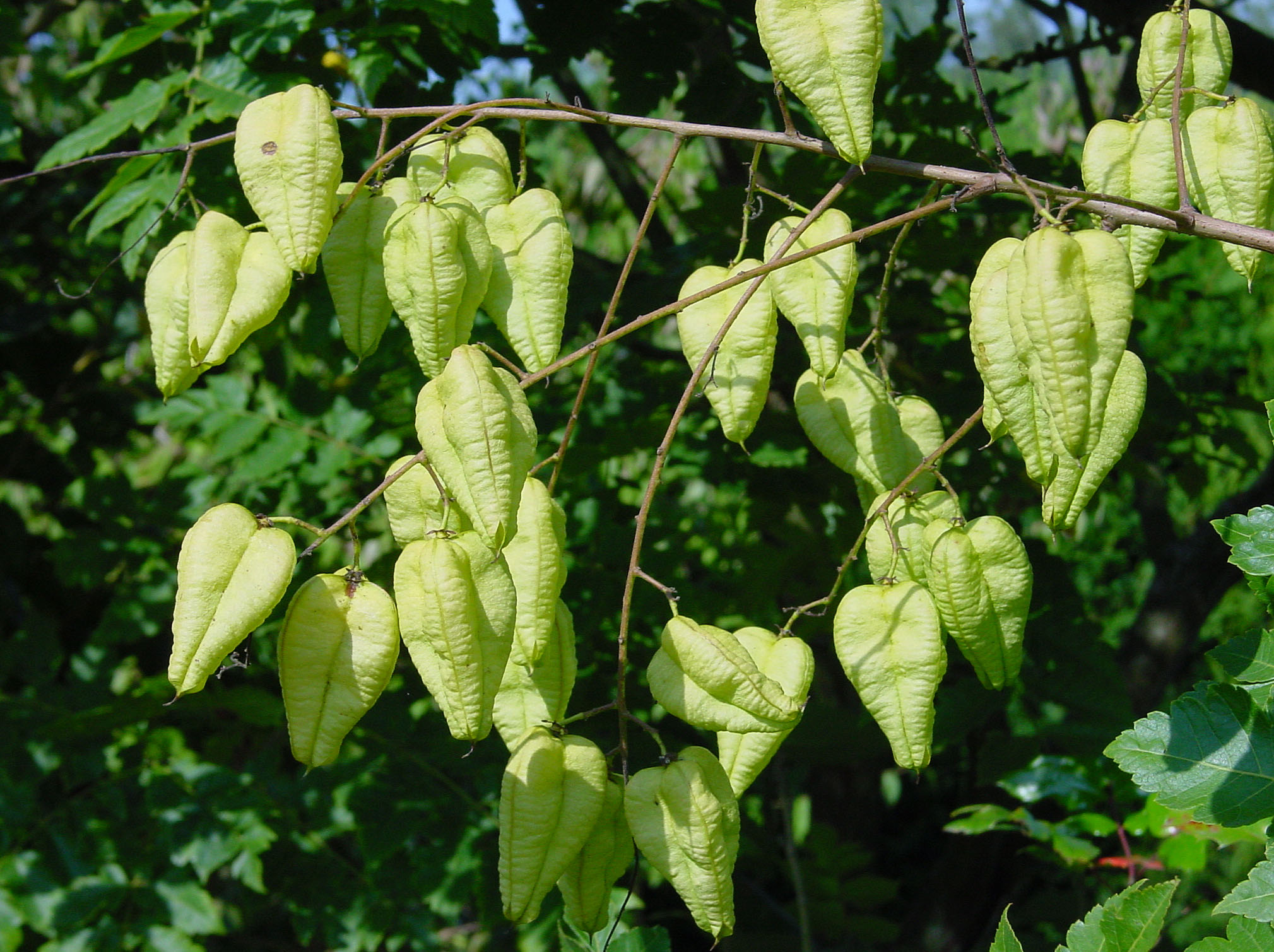
Frutti di Koelreuteria paniculata

### Foglie
Le foglie sono pennate, con 7-17 foglioline dentate o lobate, e la loro lunghezza complessiva può superare i 45 cm; diventano gialle in autunno.

### Fiori

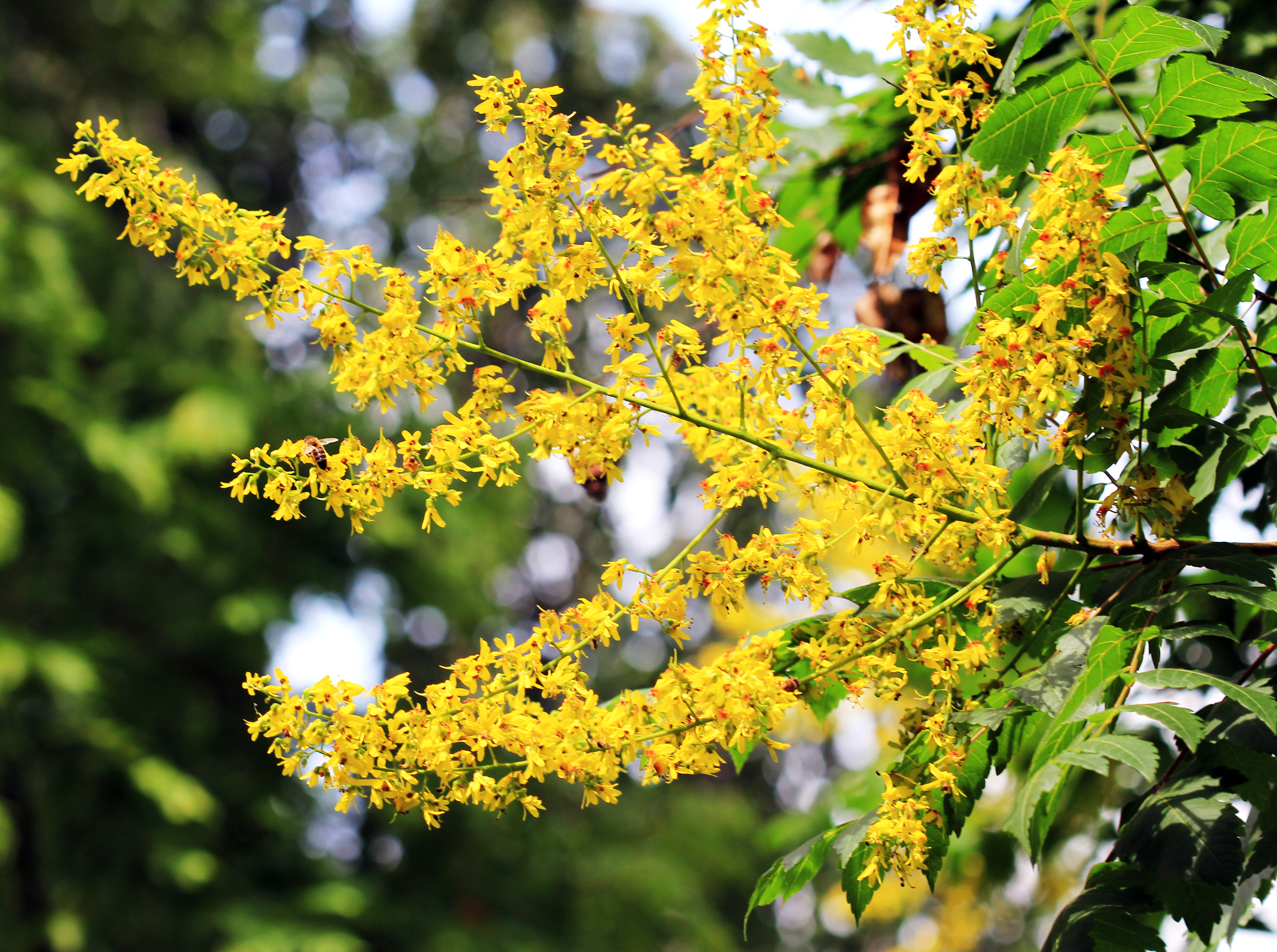
Fiori di Koelreuteria paniculata

I fiori sono piccoli (circa 1 cm di diametro), compaiono circa a giugno; di colore giallo, sono raccolti in pannocchie piramidali.

### Frutti
Inconfondibili, sono delle vescichette a forma di cuore, appuntite, lunghe 4–5 cm, di colore giallo-bruno, che contengono semi neri

## Coltivazione
Ampiamente coltivato in Europa meridionale come pianta ornamentale.